# Diskalgebra
Die Diskalgebra (manchmal auch Discalgebra) ist eine in den mathematischen Teilgebieten Funktionalanalysis und Funktionentheorie betrachtete Algebra. Viele funktionalanalytische Eigenschaften der Diskalgebra sind direkte Folgen funktionentheoretischer Sätze.

## Definition
Bezeichnet {\displaystyle \mathbb {D} :=\{z\in \mathbb {C} ;\,|z|\leq 1\}} die Kreisscheibe, so sei {\displaystyle A(\mathbb {D} )} die Menge aller
stetigen Funktionen {\displaystyle f:\mathbb {D} \rightarrow \mathbb {C} }, die im Inneren {\displaystyle \mathbb {D} ^{\circ }} holomorph sind.
Die Definitionen
{\displaystyle {\begin{array}{rcl}(\lambda f)(z)&:=&\lambda f(z)\\(f+g)(z)&:=&f(z)+g(z)\\(fg)(z)&:=&f(z)g(z)\\(f^{*})(z)&:=&{\overline {f({\overline {z}})}}\\\end{array}}},
wobei {\displaystyle \lambda \in \mathbb {C} ,z\in \mathbb {D} ,f,g\in A(\mathbb {D} )},
machen {\displaystyle A(\mathbb {D} )} zu einer komplexen Algebra mit
Involution {\displaystyle *}. Diese wird Diskalgebra genannt.
Offenbar ist {\displaystyle A(\mathbb {D} )} eine Unteralgebra der Funktionenalgebra {\displaystyle C(\mathbb {D} )} der stetigen Funktionen {\displaystyle \mathbb {D} \rightarrow \mathbb {C} }. Die Diskalgebra {\displaystyle A(\mathbb {D} )} ist bezüglich der Maximumsnorm, die {\displaystyle C(\mathbb {D} )} zu einer Banachalgebra macht, abgeschlossen, denn nach dem weierstraßschen Konvergenzsatz sind gleichmäßige Limiten holomorpher Funktionen ebenfalls holomorph.
Der Funktionenraum {\displaystyle A(\mathbb {D} )} ist daher selbst eine Banachalgebra, sogar mit isometrischer Involution, das heißt, es gilt {\displaystyle \|f^{*}\|=\|f\|} für alle {\displaystyle f\in A(\mathbb {D} )}. Die Diskalgebra ist auch Unterbanachalgebra von
{\displaystyle H^{\infty }}, der Banachalgebra aller auf {\displaystyle \mathbb {D} ^{\circ }} holomorphen und beschränkten Funktionen mit der Supremumsnorm.
Mittels Einschränkung auf den Rand {\displaystyle \partial \mathbb {D} } von {\displaystyle \mathbb {D} } erhält man eine Abbildung
{\displaystyle A(\mathbb {D} )\rightarrow C(\partial \mathbb {D} ),\,f\mapsto f|_{\partial \mathbb {D} }}.
Diese Abbildung ist nach dem Maximumprinzip für holomorphe Funktionen ein isometrischer Homomorphismus.
In diesem Sinne kann man {\displaystyle A(\mathbb {D} )} auch als Unterbanachalgebra von {\displaystyle C(\partial \mathbb {D} )}
auffassen, das heißt die Diskalgebra wird zu einer uniformen Algebra über {\displaystyle {\partial \mathbb {D} }}.
{\displaystyle A(\mathbb {D} )} ist dann die Menge aller stetigen Funktionen auf  {\displaystyle \partial \mathbb {D} }, die sich holomorph nach {\displaystyle \mathbb {D} ^{\circ }} fortsetzen lassen.
Dies wäre eine alternative Definition der Diskalgebra.
Die Diskalgebra wird von {\displaystyle \mathrm {id} _{\mathbb {D} }} erzeugt, das heißt, die kleinste Unterbanachalgebra, die diese Funktion enthält, ist die Diskalgebra selbst.

## Der Gelfandraum
Für jedes {\displaystyle z\in \mathbb {D} } ist die Punktauswertung {\displaystyle \delta _{z}:A(\mathbb {D} )\rightarrow \mathbb {C} ,\,f\mapsto f(z)} ein Homomorphismus und damit ein Element des Gelfand-Raums {\displaystyle X_{A(\mathbb {D} )}} der Diskalgebra.
Man kann zeigen, dass mit den {\displaystyle \delta _{z}} bereits alle Homomorphismen der Diskalgebra mit Werten in den komplexen Zahlen
gefunden sind, und dass die Abbildung {\displaystyle \delta \colon \mathbb {D} \rightarrow X_{A(\mathbb {D} )},\,z\mapsto \delta _{z}} ein Homöomorphismus ist, wobei die sogenannte Gelfandtopologie durch die relative schwach-*-Topologie auf {\displaystyle X_{a}\subset A^{\prime }} gegeben ist.
Der Gelfandraum der Diskalgebra kann daher mit der Kreisscheibe identifiziert werden.
Bei dieser Identifikation ist die Gelfand-Transformation die Identität auf der Diskalgebra.

## Die Nicht-Regularität der Diskalgebra
Auf dem Gelfandraum {\displaystyle X_{A}} einer kommutativen Banachalgebra betrachtet man die sogenannte Hülle-Kern-Topologie, die durch die Abschlussoperation
{\displaystyle {\overline {E}}:=\{\delta \in X_{A};\,\ker(\delta )\supset \bigcap _{\varphi \in E}\ker(\varphi )\}}
gegeben ist. Fällt diese mit der Gelfandtopologie zusammen, so nennt man die Banachalgebra regulär.
Die Diskalgebra ist ein Beispiel für eine nicht-reguläre Banachalgebra.
In der Tat ist bei der Identifikation {\displaystyle X_{A(\mathbb {D} )}=\mathbb {D} } die Menge {\displaystyle E:=\{0\}\cup \{{\tfrac {1}{n}};\,n\in \mathbb {N} \}} abgeschlossen in der Gelfandtopologie.
Ist nun {\displaystyle \textstyle f\in \bigcap _{n\in \mathbb {N} }\ker(\delta _{\frac {1}{n}})}, so folgt {\displaystyle f({\tfrac {1}{n}})=0} für alle {\displaystyle n}, und aus dem Identitätssatz für holomorphe Funktionen folgt {\displaystyle f=0}. Daher ist {\displaystyle \textstyle \bigcap _{\varphi \in E}\ker(\varphi )=\{0\}} und es folgt {\displaystyle {\overline {E}}=X_{A}} bezüglich der Hülle-Kern-Topologie, letztere kann daher nicht mit der Gelfandtopologie übereinstimmen.

## Der Schilowrand
Identifiziert man {\displaystyle X_{A(\mathbb {D} )}} mit {\displaystyle \mathbb {D} }, so fällt der topologische Rand {\displaystyle \partial \mathbb {D} =\{z\in \mathbb {C} ;\,|z|=1\}} mit dem Schilow-Rand zusammen. Dazu ist zu zeigen, dass jede Funktion der Diskalgebra, die wegen der vorgenommenen Identifikation ja mit ihrer Gelfand-Transformierten übereinstimmt, ihr Betragsmaximum auf dem Rand der Kreisscheibe annimmt, aber das ist genau die Aussage des Maximumprinzips für holomorphe Funktionen.

## Maximalität
Wie oben erwähnt kann man {\displaystyle A(\mathbb {D} )} mittels der Einschränkungsabbildung {\displaystyle f\mapsto f|_{\partial \mathbb {D} }} als Unterbanachalgebra von {\displaystyle C(\partial \mathbb {D} )} auffassen. Der Maximalitätssatz von Wermer sagt aus, dass {\displaystyle A(\mathbb {D} )\subset C(\partial \mathbb {D} )} eine maximale Unterbanachalgebra ist.